# Susanne Moll
Susanne Moll (Andelsbuch, 27 juli 1987) is een Oostenrijks snowboardster.

## Loopbaan
Moll begon in 1996 met snowboarden toen haar moeder in een loterij een gratis training had gewonnen. Naast haar carrière als snowboardster werkt ze als politieagente. Aan het begin van het seizoen 2003/04 maakte ze haar debuut in een wereldbekerwedstrijd op het onderdeel parallelle slalom in Sölden. Op het onderdeel snowboardcross won ze twee keer zilver bij de wereldkampioenschappen voor junioren. In maart 2004 werd ze op hetzelfde onderdeel derde in een wereldbekerwedstrijd in Bardonecchia.
In een training vlak voor het seizoen 2009/10 kwam Moll zwaar ten val en liep ze onder meer een hersenschudding en een gebroken rib op. In een wereldbekerwedstrijd in februari 2012 brak ze haar linkerkuitbeen en een botje in haar rechtervoet. Bijna een jaar later werd ze samen met Maria Ramberger eerste in een wereldbekerwedstrijd op het onderdeel snowboardcross voor teams. In februari 2014 deed ze mee aan de Olympische Spelen in Sotsji op het onderdeel snowboardcross. Ze strandde in de halve finales en besloot in de kleine finale niet van start te gaan.